# سانتا کلما د کرالت
سانتا کلما د کرالت (به اسپانیایی: Santa Coloma de Queralt) یک شهرستان در اسپانیا است که در کاتالونیا واقع شده‌است.

## خصوصیات
سانتا کلما د کرالت ۳۳٫۸۶ کیلومترمربع مساحت و ۳٬۰۵۸ نفر جمعیت دارد و ۶۷۴ متر بالاتر از سطح دریا واقع شده‌است.